# Richie Lemos
Richie Lemos (* 7. Februar 1920 in Los Angeles, Kalifornien, USA; † 18. Oktober 2004) war ein US-amerikanischer Boxer mexikanischer Herkunft.

## Profi
Am 1. Juli im Jahre 1941 trat er gegen Petey Scalzo um den Weltmeisterschtfsgürtel des Verbandes NBA an und siegte in einem auf 12 Runden angesetzten Kampf durch klassischen K. o. in Runde 5. Allerdings verlor er den Titel im November desselben Jahres an seinen Landsmann Jackie Wilson in Los Angeles durch einstimmigen Beschluss.
Im Jahre 1989 wurde Lemos in die World Boxing Hall of Fame aufgenommen.